# 東邦生命保険

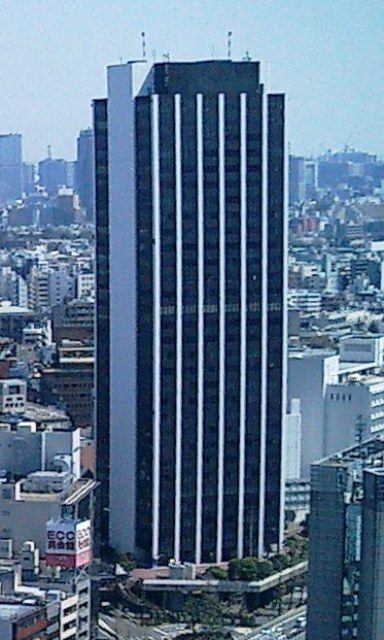
旧東邦生命ビル
（東京・渋谷）

東邦生命保険相互会社（とうほうせいめいほけん 英語名:Toho Mutual Life Insurance Company）は、かつて存在した日本の生命保険会社（相互会社）である。1999年（平成11年）6月に経営破綻し、保有していた保険契約は外資系のAIGエジソン生命保険を経てジブラルタ生命保険に引き継がれている。
東京都渋谷区の金王坂にあったかつての本社ビル「東邦生命ビル」は「渋谷クロスタワー」となり、銀座にあった旧本社ビル「銀座東邦生命ビル」は建て替えられ、商業施設「ZOE銀座」となっている。

## 歴史
前身である「徴兵保険」は、1898年（明治31年）5月に設立された生命保険会社であったが、日露戦争後の放漫経営がたたり、経営危機に瀕していた。その折に、九州の実業界で活躍していた太田清蔵 (4代目)に再建依願の話が持ち込まれた。
4代目は九州で安田財閥系の保険会社の九州代理店をしていた経験から再建は可能と判断し、1909年（明治42年）に、徴兵保険社の経営を無報酬で引き受けた。
徴兵保険とは、掛金を満期の徴兵年齢（20歳）まで払い続けると保険金を戻すという戦前ならではの商品で、4代目が社長に就任後、保険契約が順調に伸びて経営再建のきっかけにもなった。その後、徴兵保険は第一徴兵保険に社名を変更した。
この4代目の跡を継いだのが、長男・清蔵 (5代目)で、5代目は三井銀行などを経て第一徴兵保険に入り、1936年（昭和11年）社長に就任した。終戦後、5代目は第一徴兵保険の大転換を指揮し、1945年（昭和20年）9月、社名を新日本生命保険と改め、一般の生命保険事業に切り替え、1947年11月、東邦生命保険と新発足させた。5代目は弟の辯次郎に譲るまで25年間社長を務め、浮世絵コレクターとしても名を馳せ、死後の1980年（昭和55年）1月、そのコレクションを基礎に太田記念美術館が開館している。
辯次郎は16年間社長を務め、1975年（昭和50年）3月には渋谷駅前に本社が入る東邦生命ビルを竣工させ、1977年（昭和52年）6月、甥・清蔵 (6代目)がその座を継いだ。東邦生命は、歴史的経緯から駐屯地や地方本部といった自衛隊施設へ出入りする営業を行い、自衛官世帯の契約が多いことでも知られていた。他社で自衛隊施設での営業を手がけていたのは協栄生命だけだった。6代目の時代には、終身個人年金や労働組合向けの保険をいち早く販売するなど、大手に先駆けた商品開発を行うが、バブル期に集めた高利回り保険の負担や解約で経営不振に陥り、1993年（平成5年）3月期決算で経常赤字に転落した。新聞などは、6代目を評して「幅広い人脈を持ち異色の経営者として名を馳せた」と書くところもあった。「幅広い人脈」とは華麗な閨閥を指す。一方では、それはたとえば1988年（昭和63年）に仕手グループが買い集めた日本レース株の引き受けてとして、6代目がオーナーの不動産会社を登場させたり、リッカー倒産劇の際、後始末役として名をあげられたり、「華麗な閨閥」のイメージからは遠い、生臭い人脈や行動様式も指していた。そこが「異色の経営者」といわれた所以でもあった。

### 経営悪化
1995年（平成7年）7月、6代目は18年間君臨した社長の座から降り、明治期に博多の実業家であった祖父が、経営再建のため上京して以来続いていた東邦生命の太田一族による支配は幕が下ろされた。
1997年（平成9年）東邦生命は、株価の下落による運用株式の評価損発生や融資先の不良債権処理に加え、予定利率の逆ざやによって、財務基盤の悪化が明らかとなった。このため、アメリカの大手ノンバンクであるGEキャピタルと資本提携、以下のような新旧分離に似たスキームを用いての経営再建を目指した。
1. 先ず東邦生命とGEキャピタルの合弁（議決権所有はGE:9、東邦:1）で「GEキャピタル・エジソン生命保険株式会社」を新設した。東邦生命の新規募集事業と営業部門の従業員についてはエジソン生命へ包括移転され、東邦生命としての新規契約は停止、この時点で東邦生命は既存保険契約の保全管理を主に取り扱う会社となった。
2. GEキャピタル・エジソン生命として新規契約を締結した生命保険については、東邦生命へ再保険をかけて、年500億円程度の資金を支払い、東邦生命の財務体質の改善を図ることとなった。

しかしながら、この再建策に当たっては経済概況予測が甘く見積もられ、株式評価損の更なる計上と不良債権の増加による貸倒引当金の積増を余儀なくされた。また、1997年度だけでも前年比20%程度の保険契約の満期・中途解約の続出による資金流出があった。1999年（平成11年）3月期決算での債務超過状態が確実視されていたが、同月東邦生命は、劣後ローンで450億円余りを調達し、さらに「東邦生命ビル」の信託受益権を約200億円でゴールドマン・サックスへ売却した。なお、同様の形態で外資系金融と組んで自主再建を図る手法は、「東邦生命方式」と呼ばれ、後に千代田生命も試みたものの、千代田生命は提携が破談となり経営破綻した。

### 経営破綻
1999年6月4日、同年3月期決算で2000億円を超える債務超過と見込まれ、トーマツによる監査では意見不表明とされた。同日、金融監督庁による業務停止命令が発令され、経営陣は自主経営の断念を表明、東邦生命は名実ともに経営破綻に至った。
破綻処理に当たってはGEキャピタルがスポンサー、GEキャピタル・エジソン生命が受け皿会社に名乗りを上げた。生命保険契約者保護機構とエジソン生命の拠出金により、養老保険などの責任準備金は最大1割削減、個人年金保険などの予定利率は強制的に引き下げられたが、死亡保障などは特例で保護の上、ほとんどの契約は社名変更したGEエジソン生命へ契約移転（承継）された。2001年（平成13年）には、契約移転分について契約者配当金が一部削減されたものの支払われている。

## 沿革
- 1898年（明治31年）5月1日 - 徴兵保険株式会社として設立。
- 1924年（大正13年）12月24日 - 徴兵保険、第一徴兵保険株式会社と改称。
- 1945年（昭和20年）9月28日 - 第一徴兵、新日本生命と改称。
- 1947年（昭和22年）11月1日 - 新日本生命保険相互会社設立。
- 1947年（昭和22年）12月1日 - 新日本生命、東邦生命保険相互会社と改称。
- 1999年（平成11年）6月 - 経営破綻。